# اسلون پارکر هاوس
اسلون پارکر هاوس (انگلیسی: Sloan–Parker House) یک اقامتگاه سنگی متعلق به اواخر قرن هجدهم میلادی است. این خانه در محدوده ثبت نشده جانکشن، شهرستان همپشر واقع در ایالت ویرجینیای غربی در ایالات متحده آمریکا قرار دارد. این خانه در سال ۱۹۷۵ میلادی در فهرست اماکن تاریخی ثبت شد.